# Afonso Taveira
Afonso dos Reis Taveira (Fontes, 6 de janeiro de 1850 — Porto, 8 de novembro de 1916), foi um ator, encenador e empresário teatral português.

## Biografia
Nasceu a 6 de janeiro de 1850 no lugar de Cristelo, freguesia de Fontes, concelho de Santa Marta de Penaguião, distrito de Vila Real, na província de Trás-os-Montes, filho de João Teixeira de Sousa Lello e de sua mulher, Maria Isabel da Silva Pereira Taveira. Recebeu o apelido dos Reis em homenagem aos Reis Magos, por ter nascido no Dia de Reis.
Dos 15 aos 20 anos foi telegrafista dos Caminhos-de-Ferro e, quando fez serviço na estação do Entroncamento, fundou com outros empregados uma sociedade dramática. Decidindo seguir a carreira de ator, estreia-se no Teatro Baquet do Porto, num pequeno papel do drama O Lago de Killarney. Fez depois parte de vária companhias teatrais que representaram no Porto e em Lisboa. Em 1879 foi pela primeira vez em digressão ao Brasil, representando com muito agrado em Pernambuco, Maranhão e Rio de Janeiro.

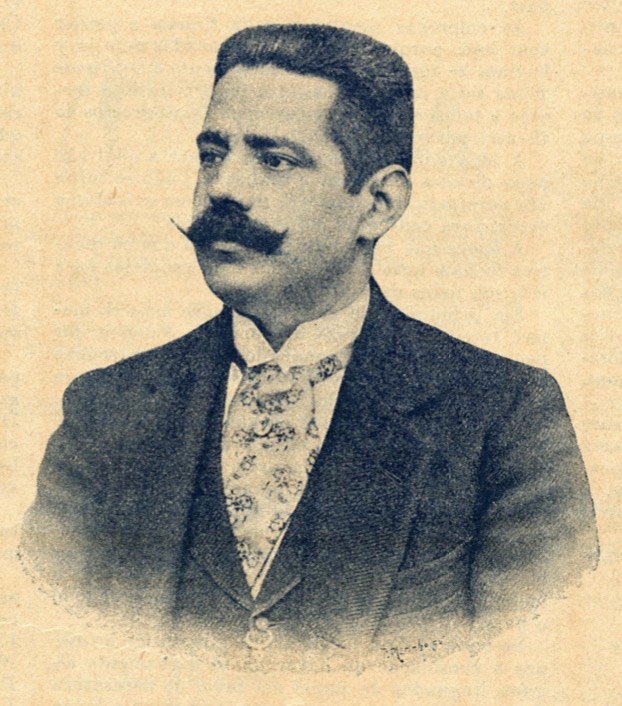
Gravura de Afonso Taveira (O Grande Elias, 16 de junho de 1904).

De regressso a Portugal em 1882, foi escriturado para o Teatro Nacional D. Maria II de onde saiu no ano seguinte para o Porto, contratado para o Teatro Baquet. Conservou-se naquele teatro durante alguns anos, como ator e ensaiador da Empresa Alves Rente, onde prestou bons serviços, tendo dali saído para se associar a José Ricardo e Santinhos, explorando o Teatro D. Afonso e o Teatro Infante D. Augusto, tendo percorrido as Províncias e a Galiza. Com a morte de Alves Rente a empresa passou para o Teatro do Príncipe Real, tornando-se, após a saída dos outros integrantes, empresário único, tendo realizado épocas brilhantíssimas, com magníficas digressões a Lisboa, Ilhas e Brasil. Regressou ao Brasil inúmeras vezes e, mais tarde, foi empresário do Teatro da Trindade, em Lisboa, onde se conservou até à sua morte, com alguns intervalos de trabalho no Porto. Numa digressão ao Algarve, encontrou-se doente em Tavira, onde esteve aos cuidados da atriz Teresa Aço, com que se casou pouco tempo depois.
No fim da sua carreira já pouco representava, focando-se nos encargos de ensaiador e empresário. Em 1908 inaugurou no Trindade uma época lírica com uma companhia composta por cantores portugueses, que mereceu os maiores aplausos do público nas óperas Barbeiro de Sevilha, A Boémia, D. Pascoal, Carmen, Sonâmbula, A Serrana, etc. Distinguiu-se pessoalmente, em diferentes peças como Cabo Simão, Causa célebre, Pescador de baleias, Especuladores da honra, Um mártir da Vitória, Tangerinas mágicas, Arte Nova, O relógio mágico, Semana dos nove dias, Capital federal, Ramerrão, etc. Nunca educou artistas, mas tinha uma boa escola para coristas e comparsas.

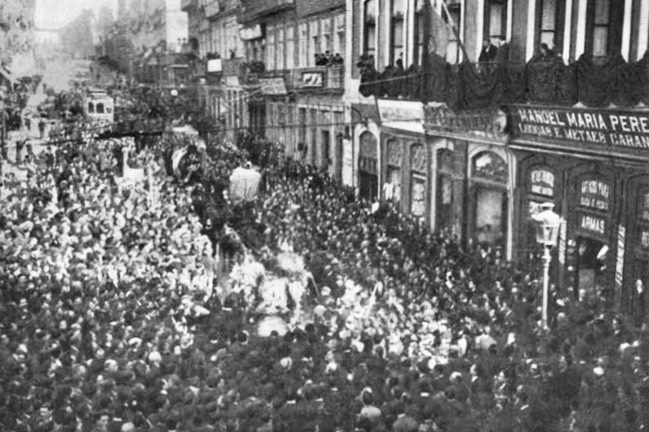
Funeral de Afonso Taveira (Illustração Portuguesa, 20 de novembro de 1916).

Foi casado primeiramente com a atriz Teresa Aço, de quem enviuvou em 1892, sem deixar descendência. Foi depois pai de Afonso, Américo e Guilherme, nascidos em 1894, 1896 e 1897, respetivamente, tendo os filhos sido registados como filhos de mãe incógnita. Casou-se depois com a mãe dos filhos, a atriz Teresa Rosa Nogueira de Matos, a 2 de agosto de 1906, na Igreja de Nossa Senhora da Encarnação, em Lisboa, legitimando os filhos neste ato.
Afonso Taveira faleceu subitamente vítima de uma apoplexia enquanto ensaiava a revista O dia de Juízo de Eduardo Schwalbach, em plena plateia do Teatro Sá da Bandeira, no Porto, freguesia de Santo Ildefonso, a 8 de novembro de 1916, aos 66 anos de idade. Foi sepultado em jazigo no Cemitério do Prado do Repouso, na mesma cidade, tendo ao seu funeral concorrido centenas de pessoas.